# Ниньбинь (провинция)
Ниньби́нь (вьет. Ninh Bình, тьы-ном 寧平) — провинция в северной части Вьетнама.
Площадь составляет 1 389 км²; население на 2009 год — 898 459 человек, на 2019 год — 982 487 человек.

## География
Расположена между реками Хонгха и Ма, примерно в 91 км от Ханоя. Включает береговую линию Южно-Китайского моря длиной около 18 км.

## Достопримечательности

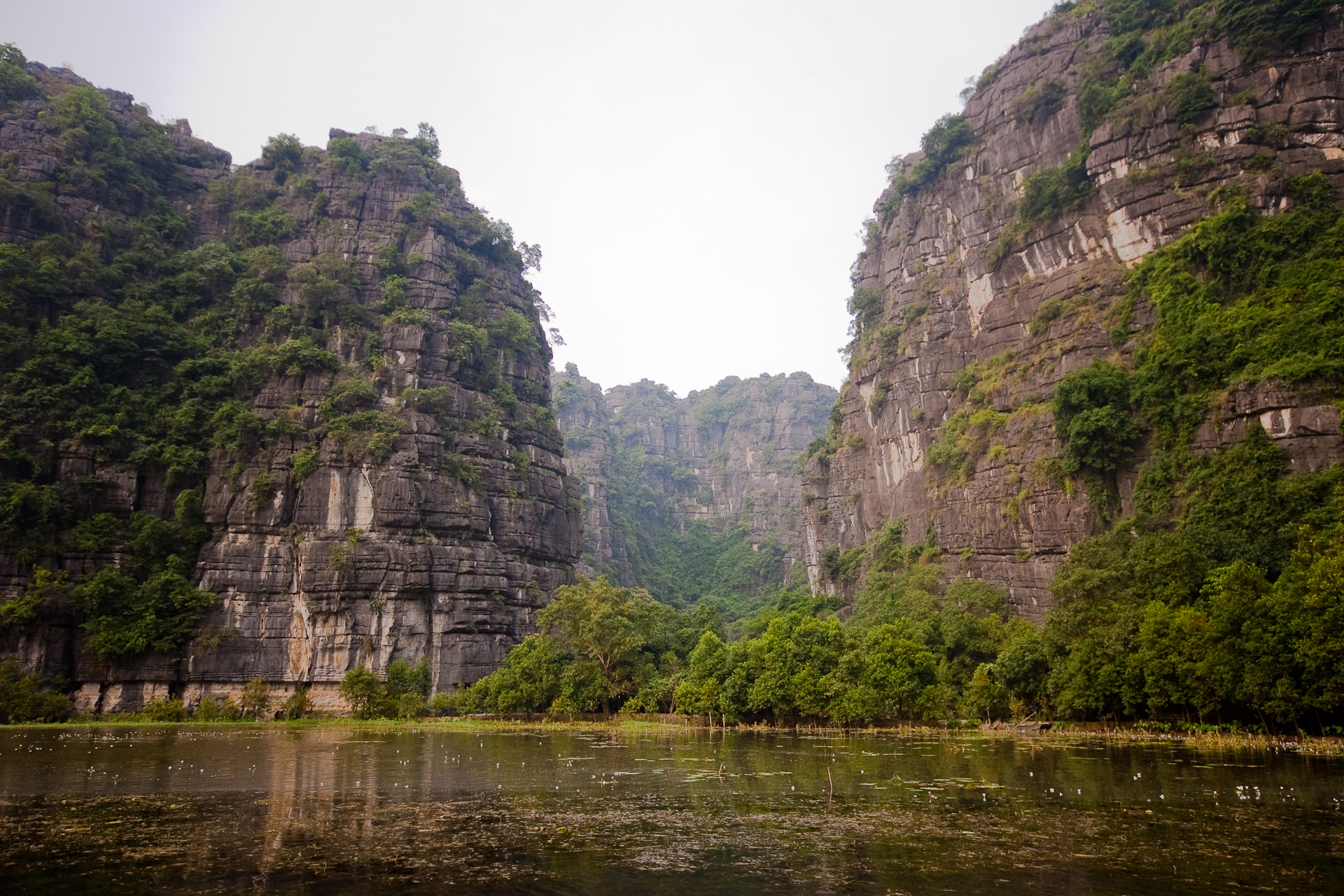
Тамкок

Территория провинции изобилует красивыми пейзажами, образованными известняковыми скальными образованиями, напоминающими характерный вид бухты Халонг — из-за них Ниньбинь иногда даже называют «Халонгом на суше»; близость к Ханою делает провинцию весьма привлекательной целью для иностранных туристов. Наиболее известная местная достопримечательность — Тамкок (вьет. Tam Cốc, три пещеры), лодочный тур среди скал и рисовых полей, проходящий, в том числе, прямо через крупные карстовые пещеры в этих скалах.
Древняя столица Хоалы содержит немало сохранившихся строений и также является популярным объектом для посещения.

## Население
Около 98 % населения — этнические вьетнамцы.

## Административное деление
Административно провинция делится на:
- город провинциального подчинения Хоалы,
- город провинциального подчинения Тамдьеп (Tam Điệp)
- пять уездов:
  - Зявьен (Gia Viễn)
  - Кимшон (Kim Sơn)
  - Нёкуан (Nho Quan)
  - Йенкхань (Yên Khánh)
  - Йенмо (Yên Mô)

## Ссылка
- General Statistics Office. Completed results of the 2019 Viet Nam population and housing census / Đỗ Văn Chiến. — Ханой: Statistical Publishing House, 2020. — ISBN 978-604-75-1532-5. Архивировано 10 января 2021 года.